# Nordslinke
Nordslinke (N. wahlbergiana) är en kransalgsart i släktet slinken. Tillsammans med matt- och glansslinke är det en av tre slinke-arter som finns vid Sveriges kust, även om nordslinken är ovanligast. De har hittills endast påträffats i Bottenviken.
Nordslinke växer mycket grunt i havsvikar med sandig botten, ofta i miljöer med påverkan från sötvatten. Slinken har till skillnad från sträfsen ingen bark på stam och grenar. Dessutom är sidogrenarna delade, vilka de inte är hos sträfsearterna. Nordslinken är betydligt mindre än glans- och mattslinke, bara decimetern hög och växer grundare än 0,5 m.
Nordslinke växer grunt i havsvikar med sandig botten. De har främst hittats grundare än 1 m, men kan växa ned till ungefär 3 m djup.